# Daniel Steininger
Daniel Steininger (* 13. April 1995 in Passau) ist ein deutscher Fußballspieler, der beim TSV Steinbach Haiger unter Vertrag steht und ein Länderspiel für die deutsche U19 absolvierte.

## Karriere

### Vereine
Steininger kam über die Jugendstationen DJK Sonnen, Sturm Hauzenberg, 1. FC Passau und SpVgg Grün-Weiß Deggendorf 2010 zur SpVgg Greuther Fürth. Dort spielte er zunächst in der B- bzw. A-Junioren-Bundesliga, ehe er 2013 – obwohl noch weiter für die A-Jugend spielberechtigt – schon in die zweite Mannschaft hochgezogen wurde, die in der Regionalliga Bayern spielte. Dort machte er mit guten Leistungen auf sich aufmerksam und trainierte ab Januar 2014 mit der ersten Mannschaft. Kurz darauf unterschrieb er seinen ersten Profivertrag bis 2018.
Im Sommer 2014 wurde Steininger bis zum Saisonende 2014/15 an den Drittligisten SSV Jahn Regensburg ausgeliehen, um sich weiterzuentwickeln und Spielpraxis zu sammeln. Am 2. August 2014 (2. Spieltag) debütierte er bei der 1:3-Niederlage im Auswärtsspiel gegen die Stuttgarter Kickers mit Einwechslung für Thomas Kurz in der 67. Minute im Profifußball. Es folgten 25 weitere Spiele, in denen er fünf Tore erzielen konnte.
Im Anschluss an seine Rückkehr spielte der Angreifer überwiegend für die Regionalligamannschaft, kam aber auch vereinzelt in der zweiten Liga zum Einsatz. Nach einer in der Vorbereitung auf die Saison 2019/20 zugezogenen Meniskusverletzung war der wieder genesene Steininger ohne einen weiteren Einsatz für Fürth innerhalb der Winterpause im Trainingslager des Drittligisten 1. FC Magdeburg als Probespieler in Testspielen aktiv. Im Anschluss wurde Steininger verpflichtet und erhielt einen bis Juni 2021 gültigen Vertrag.
Nach anderthalb Jahren Magdeburg wechselte Steininger zur SpVgg Bayreuth in die Regionalliga Bayern. Am 1. Spieltag der Saison, am 16. Juli 2021, stand er unter Bayreuth-Trainer Timo Rost im Spiel gegen den TSV 1896 Rain erstmals in der Startelf.
Seit Sommer 2023 spielt er beim TSV Steinbach Haiger in der Regionalliga Südwest.

### Nationalmannschaft
Im März 2014 debütierte der Passauer für die deutsche U19-Nationalmannschaft, beim 1:1 gegen Italien wurde Steininger kurz vor Schluss eingewechselt.

## Erfolge
SpVgg Bayreuth
- Meister der Regionalliga Bayern und Aufstieg in die 3. Liga: 2021/22